# Diocesi di Arecibo
La diocesi di Arecibo (in latino Dioecesis Arecibensis) è una sede della Chiesa cattolica a Porto Rico suffraganea dell'arcidiocesi di San Juan. Nel 2022 contava 306.547 battezzati su 547.406 abitanti. È retta dal vescovo Alberto Arturo Figueroa Morales.

## Territorio
La diocesi si trova nella parte centro-settentrionale dell'isola di Porto Rico e comprende i comuni di Arecibo, Barceloneta, Camuy, Ciales, Corozal, Florida, Hatillo, Isabela, Lares, Manatí, Morovis, Orocovis, Quebradillas, Utuado, Vega Alta e Vega Baja.
Sede vescovile è la città di Arecibo, dove si trova la cattedrale di San Filippo apostolo.
Il territorio si estende su 2.157 km² ed è suddiviso in 58 parrocchie.

## Storia
La diocesi è stata eretta il 30 aprile 1960 con la bolla Cum apostolicus di papa Giovanni XXIII, ricavandone il territorio dalla diocesi di San Juan, contestualmente elevata al rango di arcidiocesi metropolitana, e dalla diocesi di Ponce.
Il 21 ottobre 1968 in forza del decreto Maiori Christifidelium della Congregazione per i vescovi ha ceduto all'arcidiocesi di San Juan il territorio del municipio di Toa Baja.
Il 1º marzo 1976 ha ceduto una porzione del suo territorio a vantaggio dell'erezione della diocesi di Mayagüez.

## Cronotassi dei vescovi
Si omettono i periodi di sede vacante non superiori ai 2 anni o non storicamente accertati.
- Alfredo Méndez González, C.S.C. † (23 luglio 1960 - 21 gennaio 1974 dimesso)
- Miguel Rodríguez Rodríguez, C.SS.R. † (21 gennaio 1974 - 20 marzo 1990 dimesso)
- Iñaki Mallona Txertudi, C.P. † (14 dicembre 1991 - 24 settembre 2010 ritirato)
- Daniel Fernández Torres (24 settembre 2010 - 9 marzo 2022 sollevato)[3]
- Alberto Arturo Figueroa Morales, dal 14 settembre 2022

## Statistiche
La diocesi nel 2022 su una popolazione di 547.406 persone contava 306.547 battezzati, corrispondenti al 56,0% del totale.
| anno | popolazione | popolazione | popolazione | presbiteri | presbiteri | presbiteri | presbiteri                | diaconi | religiosi | religiosi | parrocchie |
| anno | battezzati  | totale      | %           | numero     | secolari   | regolari   | battezzati per presbitero | diaconi | uomini    | donne     | parrocchie |
| ---- | ----------- | ----------- | ----------- | ---------- | ---------- | ---------- | ------------------------- | ------- | --------- | --------- | ---------- |
| 1966 | 515.000     | 640.000     | 80,5        | 103        | 43         | 60         | 5.000                     |         | 62        | 146       | 42         |
| 1970 | 522.000     | 595.564     | 87,6        | 116        | 53         | 63         | 4.500                     |         | 69        | 87        | 53         |
| 1976 | 552.245     | 666.700     | 82,8        | 114        | 55         | 59         | 4.844                     |         | 83        | 150       | 57         |
| 1980 | 417.000     | 499.000     | 83,6        | 86         | 50         | 36         | 4.848                     |         | 55        | 145       | 44         |
| 1990 | 435.042     | 518.000     | 84,0        | 102        | 69         | 33         | 4.265                     | 8       | 40        | 211       | 58         |
| 1999 | 380.000     | 550.000     | 69,1        | 109        | 64         | 45         | 3.486                     | 6       | 54        | 171       | 59         |
| 2000 | 380.000     | 550.000     | 69,1        | 119        | 69         | 50         | 3.193                     | 6       | 58        | 178       | 59         |
| 2001 | 380.000     | 604.369     | 62,9        | 110        | 62         | 48         | 3.454                     | 12      | 55        | 172       | 59         |
| 2002 | 370.000     | 603.469     | 61,3        | 108        | 58         | 50         | 3.425                     | 11      | 55        | 172       | 59         |
| 2003 | 370.000     | 603.469     | 61,3        | 105        | 62         | 43         | 3.523                     | 6       | 51        | 161       | 59         |
| 2004 | 370.000     | 603.469     | 61,3        | 96         | 57         | 39         | 3.854                     | 6       | 47        | 174       | 59         |
| 2006 | 372.000     | 607.000     | 61,3        | 108        | 58         | 50         | 3.444                     | 5       | 55        | 168       | 59         |
| 2012 | 381.800     | 621.400     | 61,4        | 98         | 50         | 48         | 3.895                     | 1       | 54        | 127       | 59         |
| 2015 | 392.900     | 628.900     | 62,5        | 97         | 47         | 50         | 4.050                     | 33      | 55        | 139       | 62         |
| 2018 | 387.000     | 583.890     | 66,3        | 88         | 51         | 37         | 4.397                     | 24      | 47        | 115       | 62         |
| 2020 | 371.380     | 570.800     | 65,1        | 87         | 51         | 36         | 4.268                     | 51      | 37        | 116       | 58         |
| 2022 | 306.547     | 547.406     | 56,0        | 81         | 49         | 32         | 3.784                     | 50      | 39        | 105       | 58         |